# Lars Håland
Lars Håland, född 28 juli 1962 i Stockholm, är en svensk tidigare längdskidåkare.
Håland var aktiv i världscupen mellan åren 1986 och 1999. Totalt blev det en seger i världscupen på 40 starter. Håland deltog vid både VM 1989 i Lahtis och vid VM 1993 i Falun. Totalt blev det under karriären två mästerskapsmedaljer; båda kom i Lahtis-VM, dels i guld med stafettlaget och dels brons på 15 kilometer fristil.
1989 och 1990 ingick han i Dala-Järna IK:s lag som blev svenska stafettmästare. 1997 blev han svensk mästare på femmilen för Åsarna IK.

### Fotnoter
1. ↑  ”Längd herrar”. Svenska Skidförbundet. Arkiverad från originalet den 9 mars 2015. https://web.archive.org/web/20150309083750/http://www.skidor.com/Foljoss/Historikochstatistik/Svenskamastare/Langdherrar/. Läst 30 november 2013.